# Liu Yuning
Liu Yuning' chinois : 刘宇宁 (Liú Yǔníng) , est né le 8 janvier 1990, à Dandong, (chinois simplifié : 丹东市 ; chinois traditionnel : 丹東市 ; pinyin : Dāndōng shì), une ville-préfecture portuaire de l'est de la province du Liaoning dans le nord-est de la Chine. Liu Yuning, aussi connu sous le nom de Xiao Ning, est un chanteur de pop musique du continent chinois, acteur et le chanteur des Frères modernes,

## Carrière

### 2010
Liu Yuning  a participé au film Super Boy chinois : 乐 男声 de la Hunan Télévision, une chaîne de télévision privée de la Chine appartenant au groupe HBS (Hunan Brodcasting System) également connue sous le nom de Hunan TV, (chinois simplifié : 湖南卫视 ; pinyin : Húnán Wèishì). Mais il a été éliminé lors des présélections de l'audition .

### 2014
Liu Yuning a constitué le groupe de Pop (musique)  les "Modern Brothers" avec A Zhuo et Da Fei, avant de rejoindre la plate-forme de diffusion en direct YY (en) en mars 2015.

### 2016
il a joué dans le film "Kidnapped Anchorwoman" En 2017, il a joué dans le film Qin Thief Youdao . 

### 2018
En juillet, il a participé à l'émission Day Day Up, diffusée sur la chaîne Hunan. 
En août, il a contribué aux chansons  Finding Gold de Jiangsu Television de CCTV3, Set Out for Happiness, au programme spécial de planification du 10e anniversaire de «China Blue» de Zhejiang Television, Hi! Ami bleu ,.
De plus, Liu et les musiciens de son groupe des "Modern Brothers" ont organisé leur premier club de chant hors ligne au centre d'exposition de la gare centrale de Guangzhou le 17 août. 
Le 12 septembre, il a chanté la chanson thème du film Ash Is Purest de Jia Zhang-ke blanc. 
Le 17 septembre, il a publié son premier single "Soloimaginez"
Le 19 octobre, il a assisté au gala d'automne de la télévision de Zhejiang en 2018 avec ses coéquipiers de Modern Brothers.
En novembre, il a participé à Mask Singer, interprète de la chaîne Jiangsu . 
Le 31 décembre, il a participé au concert du nouvel an 2019 de la télévision Jiangsu.

## "Je suis un chanteur" Saison 7 (2019)
En 2019, Liu Yuning a postulé lors du premier tour de la septième saison de Singer (émission de télévision), mais il ne fut pas choisi :" Je suis un chanteur " organisé par Hunan Satellite TV , la saison a débuté le 11 janvier 2019, et s'est terminée le 12 avril 2019. 
| Nationalité | Artiste              | Occupation                                                                         | Arrivée    | Départ     | Statut     |
| ----------- | -------------------- | ---------------------------------------------------------------------------------- | ---------- | ---------- | ---------- |
| Chine       | Liu Huan             | Chanteur anciennement dans The Voice of China et interprète de l'hymne des JO 2008 | Semaine 1  | Semaine 13 | Vainqueur  |
| Taïwan      | Wu Tsing-Fong        | Vocaliste                                                                          | Semaine 1  | Semaine 13 | Deuxième   |
| Chine       | Super-vocal finalist | Boys band                                                                          | Semaine 5  | Semaine 13 | Troisième  |
| Chine       | Yang Kun             | Chanteur anciennement dans The Voice of China et interprète de l'hymne des JO 2008 | Semaine 1  | Semaine 13 | Quatrième  |
| Taïwan      | Chyi Yu              | Chanteuse                                                                          | Semaine 1  | Semaine 12 | Cinquième  |
| Russie      | Polina Gagarina      | Chanteuse arrivé 2e au concours de l'Eurovision 2015 et ancienne coach de Golos    | Semaine 4  | Semaine 12 | sixième    |
| Chine       | Gong Linna           | Chanteuse                                                                          | Semaine 10 | Semaine 12 | septième   |
| Chine       | Chen Chusheng        | Chanteur ayant remporté Super Boy 2007                                             | Semaine 11 | Semaine 12 | Éliminé    |
| Hong Kong   | Angela Hui           | Chanteuse                                                                          | Semaine 8  | Semaine 9  | Éliminée   |
| Taïwan      | Bii                  | Chanteur, compositeur et acteur                                                    | Semaine 8  | Semaine 8  | Non choisi |
| Taïwan      | Faith Yang           | Musicienne                                                                         | Semaine 7  | Semaine 7  | Éliminée   |
| Bulgarie    | Kristian Kostov      | Chanteur arrivé 2e au concours de l'Eurovision 2017                                | Semaine 1  | Semaine 6  | Éliminé    |
| Chine       | ANU                  | Groupe                                                                             | Semaine 2  | Semaine 5  | Éliminés   |
| Chine       | Jefferson Qian       | Chanteur                                                                           | Semaine 5  | Semaine 5  | Non choisi |
| Chine       | Zhang Xin            | Chanteuse                                                                          | Semaine 1  | Semaine 3  | Éliminée   |
| Chine       | Liu Yuning           | Chanteur membre des Modern Brothers et acteur                                      | Semaine 2  | Semaine 2  | Non choisi |
| Chine       | Escape Plan          | Chanteur de rock                                                                   | Semaine 1  | Semaine 2  | Éliminés   |